# Eugen von Böhm-Bawerk
Eugen von Böhm-Bawerk (prononciation: [bøːm ˈbaːvɛrk]; Brünn, Moravie 12 février 1851 - Kramsach, Autriche-Hongrie, 27 août 1914) est un économiste autrichien. Il contribue au développement de l'école autrichienne d’économie.  

## Biographie

### Jeunesse et études
Il étudie à l'université de Vienne à l'époque où Carl Menger publie Grundsätze der Volkswirtschaftslehre (« Principes de l'économie politique », 1871). Sa pensée est grandement influencée par l'enseignement de Menger reçu à cette époque. Il rencontre également à l'université de Vienne Friedrich von Wieser, autre membre de l'école autrichienne d'économie et son futur beau-frère.

### Parcours professionnel
Après la fin de ses études en 1872, il entre au ministère des Finances de l'Autriche, où il occupe différents emplois jusqu'à 1880, date à laquelle il devient Privat-docent à la faculté d'économie politique de Vienne. L'année suivante, il devient enseignant à l'université d'Innsbruck, où il reste jusqu'en 1889, et est titularisé professeur en 1884. C'est durant cette période qu'il publie les deux premiers tomes de son ouvrage majeur, Capital et Intérêt. 
En 1889, Böhm-Bawerk devient conseiller au ministère des Finances à Vienne et représente le gouvernement à la chambre basse sur toutes les questions de fiscalité. Il esquisse une proposition de réforme des impôts directs. Le système fiscal autrichien taxe alors fortement la production, particulièrement en temps de guerre, avec des effets fortement désincitatifs sur l'investissement. La proposition de Böhm-Bawerk, apparentée à un impôt sur le revenu moderne, est rapidement approuvée et rencontre le succès dans les années qui suivent.  
Böhm-Bawerk devient brièvement ministre des Finances en 1895. Après avoir brièvement occupé le poste une seconde fois, il le devient pour la troisième fois de 1900 à 1904. Il s'efforce alors de maintenir l'étalon-or, au cours légal fixé, et un budget en équilibre. En 1902, il élimine les subventions au sucre, pratiquées par le gouvernement autrichien depuis presque deux siècles. Il démissionne finalement en 1904, lorsque les demandes budgétaires en hausse de l'armée font planer la menace d'un déficit.   
En 1897, Böhm-Bawerk devient ambassadeur auprès de la cour d'Allemagne. En 1899, il est élevé à la Chambre haute (Chambre des pairs). Il reçoit le titre de docteur honoris causa de l'Université Jagellonne de Cracovie en 1900. En 1907, il devient vice-président de l'Académie des Sciences, puis président en 1911.   
En parallèle de ses fonctions politiques, Böhm-Bawerk continue sa carrière d'universitaire. Parmi ses élèves figurent Joseph Schumpeter, Ludwig von Mises ou Henryk Grossmann.

## Contributions à la science économique

### Critique de la théorie marxiste
Cette section ne s'appuie pas, ou pas assez, sur des sources secondaires ou tertiaires indépendantes du sujet.

Pour l'améliorer, ajoutez-en, ou placez des modèles {{Source secondaire souhaitée}} ou {{Source secondaire nécessaire}} sur les passages mal sourcés. (mars 2024)

#### Incohérences de Marx et «problème de la transformation»
Böhm-Bawerk signale chez Marx une contradiction : alors qu’au livre I du Capital, les marchandises sont réputées tirer leur valeur du temps de travail nécessaire à leur production, au livre III, les prix de marché sont déterminés par l’ajout du taux de profit moyen du capital au coût de production, afin d’assurer la convergence des taux de profit. Ce problème, identifié par Marx lui-même et connu dans la tradition marxiste comme le problème de la transformation, n’apparaît pas à Böhm-Bawerk comme une difficulté à résoudre, mais comme une incohérence logique fatale à la théorie.

#### Difficultés abstraites posées par la théorie de la valeur travail
Pour Böhm-Bawerk, la théorie de la valeur travail de Marx pose plusieurs difficultés. Au plan abstrait, la critique marxiste selon laquelle l’utilité ne saurait être le fondement de la valeur puisque les marchandises sont considérées par les échangistes dans leur valeur d’échange et non dans leur valeur d’usage est infondée, et repose sur une confusion entre l’abstraction d’une propriété en général, et l’abstraction de ses propriétés en particulier. Ce n’est pas l’utilité en général que considèrent les échangistes, mais l’utilité d’une marchandise pour eux-mêmes. Abstraction faite de la valeur d’usage, d’autres propriétés que le temps de travail nécessaire restent essentielles à la détermination de la valeur d’échange, comme la rareté.

#### Difficultés empiriques posées par la théorie de la valeur travail
Au plan empirique, Böhm-Bawerk affirme que la théorie de la valeur travail est inadéquate pour expliquer le prix des biens non-reproductibles (incluant la terre), ni à ceux produits par du travail qualifié, et n’explique pas pourquoi des marchandises fabriquées en payant moins les salariés ne sont pas forcément moins chères. Enfin, lorsque la théorie de la valeur travail a une portée explicative, ce n’est qu’à long terme : les valeurs ne constituent que des centres de gravité autour desquels les prix fluctuent suivant la loi de l’offre et de la demande. Ainsi, la théorie marxiste de la valeur ne s’applique pas à l’ensemble des biens, ne s’applique pas toujours à ceux qu’elle concerne, et jamais exactement.

### Détour de production
La définition de l'investissement comme « détour de production » donnée par Böhm-Bawerk reste célèbre. L'idée est qu'on dépense de l'argent et du temps (en machines, en éducation) pour produire plus et mieux. Autrement dit, le travail appliqué à la nature, sans plus, permet de produire moins et avec plus de temps, alors qu'ajouter des  moyens transformésou du capital permet de produire une quantité plus élevée de biens et de services et en moins de temps et donc de mieux satisfaire les besoins des consommateurs. Pour l'illustrer, il prend l'exemple du paysan qui, pour se procurer de l'eau, dispose de plusieurs possibilités : soit aller à la source à chaque fois qu'il a soif (satisfaction immédiate), soit fabriquer un seau qui lui permettra de disposer davantage d'eau, soit encore construire une canalisation. Ainsi, consacrer une partie de l'activité productive à l'élaboration de biens de production permet d'accroitre son niveau de satisfaction ultérieur. Autrement dit, le détour de production permet de mettre en œuvre des combinaisons plus capitalistiques pour produire ensuite davantage de biens de consommation finale. 

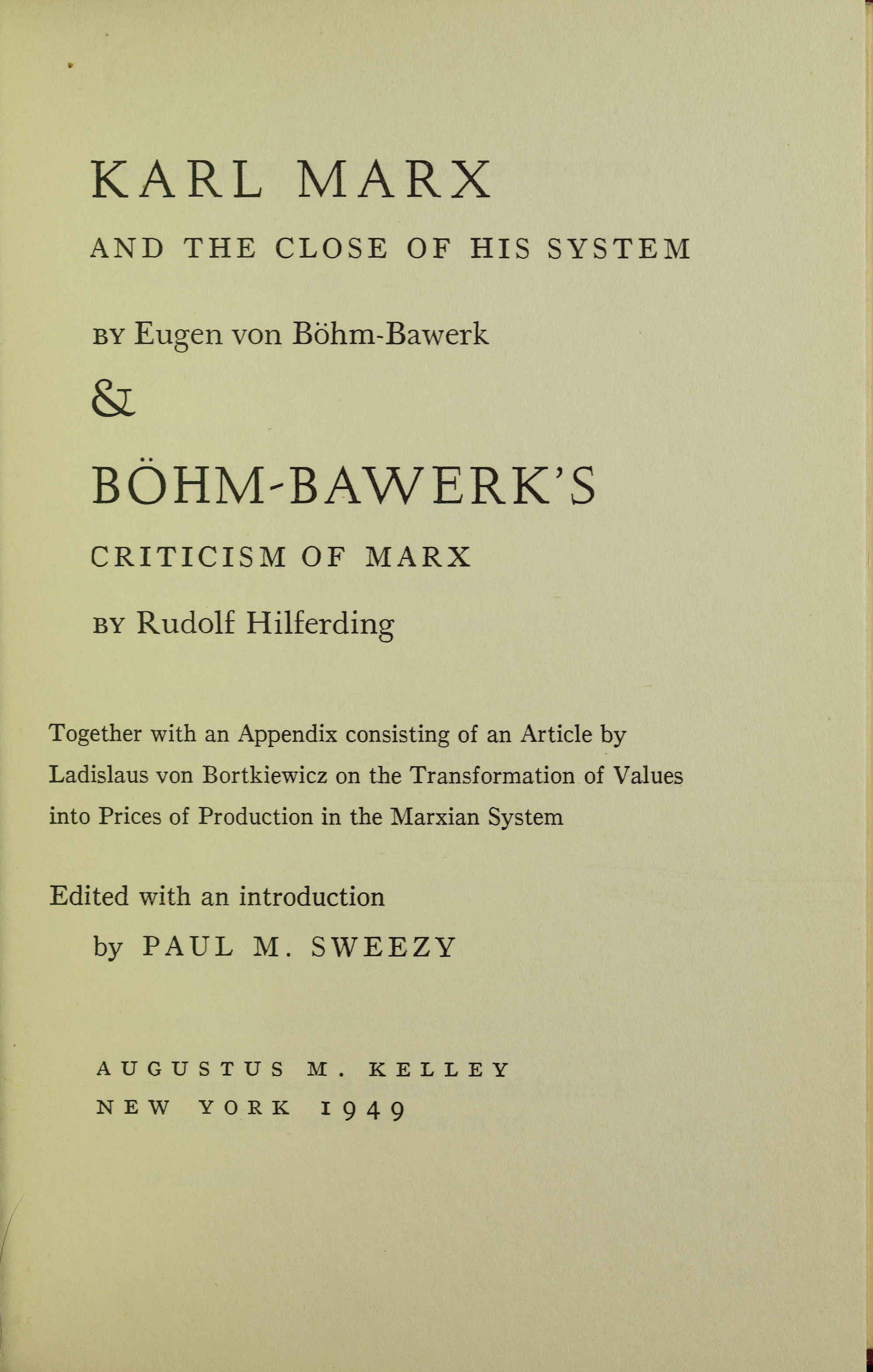
Karl Marx and the close of his system

Il développe l'analyse de l'intérêt comme un reflet de la préférence temporelle, critiquant l'analyse marxiste de la « plus-value » en cherchant à montrer que le revenu d'intérêt ne dépend pas du nombre ni même de la présence de travailleurs salariés. Il ne s'est toutefois pas dégagé complètement, comme le fera Ludwig von Mises, d'une référence à la « productivité marginale du capital. »
Pour une critique détaillée des théories de Bôhm-Bawerk, voir "Économie politique du rentier (Critique de l'économie marginaliste)" de Nicolas BOUKHARINE, Études et documentation internationales, 204 pages, et Syllepse 214 page.